# Bashar Hussain
Bashar Hussain Abdulmajed (* 25. Dezember 1981) ist ein katarischer Poolbillard- und Snookerspieler.

## Karriere
2007 schied Bashar Hussain bei der 8-Ball-WM in der Vorrunde aus.
Bei den 10-Ball-Weltmeisterschaften 2008 und 2009 schied er ebenfalls in der Vorrunde aus.
2010 unterlag Hussain im Sechzehntelfinale der 8-Ball-WM dem späteren Finalisten Niels Feijen und schied bei der 9-Ball-WM in der Runde der letzten 64 gegen Francisco Felicilda aus.
Im Februar 2011 erreichte Hussain sein bislang bestes Ergebnis bei einer Weltmeisterschaft; im Achtelfinale der 8-Ball-WM 2011 verlor er gegen Joven Alba mit 4:9.
2013 erreichte er bei den China Open den 33. Platz.
Bei den 9-Ball-Weltmeisterschaften 2013 und 2014 schied Hussain in der Vorrunde aus.
Hussain nahm bislang sechsmal am World Cup of Pool teil.
2006, 2007 und 2008 schied er gemeinsam mit Fahad Mohammadi in der ersten Runde aus. 2009 und 2010 bildete er mit Mohammad Al Bin Ali das katarische Team, das erneut in der ersten Runde ausschied. 2014 erreichte er mit Waleed Majid als Doppel-Partner das Achtelfinale.
Darüber hinaus trat Hussain bei mehreren Snookerturnieren an. 2015, 2017 und 2021 erreichte er bei der Amateurweltmeisterschaft jeweils die Runde der letzten 32.